# Ingeniería de confiabilidad

Árbol de fallas

La ingeniería de confiabilidad o ingeniería de la fiabilidad (en inglés, reliability engineering) es una subdisciplina de la ingeniería de sistemas que enfatiza la capacidad de los equipos físicos para funcionar sin fallas. La confiabilidad describe la capacidad de un sistema o componente para funcionar en las condiciones establecidas durante un período de tiempo específico. La confiabilidad está estrechamente relacionada con la disponibilidad, que generalmente se describe como la capacidad de un componente o sistema para funcionar en un momento o intervalo de tiempo específico.
La función de confiabilidad se define teóricamente como la probabilidad de éxito en el tiempo t, que se denota R(t). Esta probabilidad se estima a partir de conjuntos de datos anteriores o mediante pruebas de confiabilidad. La disponibilidad, testability, mantenibilidad y mantenimiento se definen a menudo como parte de la "ingeniería de confiabilidad" en los programas de confiabilidad. La confiabilidad puede jugar un papel clave en la rentabilidad de los sistemas; por ejemplo, un producto de consumo en muchos casos tendrá un valor de reventa más alto si falla con menos frecuencia. 
La fiabilidad y la calidad están estrechamente relacionadas. Normalmente, la calidad se enfoca en la prevención de defectos durante la fase de garantía, mientras que la confiabilidad busca prevenir fallas durante la vida útil del producto o sistema desde la puesta en servicio, pasando por la operación, hasta el desmantelamiento. 
La ingeniería de confiabilidad se ocupa de la predicción, prevención y gestión de altos niveles de incertidumbre de ingeniería "de por vida" y riesgos de falla. Aunque son parámetros estocásticos los que definen y afectan la confiabilidad, esta no solo se logra mediante las matemáticas y la estadística. La ingeniería de confiabilidad se puede lograr mediante pruebas de confiabilidad y procesos. "Casi toda la enseñanza y la literatura sobre el tema enfatizan estos aspectos, e ignoran la realidad de que los rangos de incertidumbre involucrados invalidan en gran medida los métodos cuantitativos de predicción y medición". Por ejemplo, es fácil representar la "probabilidad de falla" como un símbolo o valor en una ecuación, pero es casi imposible predecir su verdadera magnitud en la práctica, que es masivamente multivariada. 
La ingeniería de confiabilidad se relaciona estrechamente con la ingeniería de calidad, la ingeniería de seguridad y la seguridad del sistema, ya que utilizan métodos comunes para su análisis y pueden requerir información de los demás. Se puede decir que un sistema debe ser confiablemente seguro. 
La ingeniería de confiabilidad se centra en los costos de fallas causadas por el tiempo de inactividad del sistema, el costo de los repuestos, el equipo de reparación, el personal y el costo de las reclamaciones de garantía. 

## Historia
La palabra inglesa reliability ('confiabilidad') se remonta a 1816 y se le atribuye por primera vez al poeta Samuel Taylor Coleridge . Antes de la Segunda Guerra Mundial, el término estaba vinculado principalmente a la repetibilidad; una prueba (en cualquier tipo de ciencia) se consideraba "confiable" si se obtenían los mismos resultados repetidamente. En la década de 1920, el Dr. Walter A. Shewhart de Bell Labs promovió la mejora del producto mediante el uso del control estadístico de procesos en la época en que Waloddi Weibull estaba trabajando en modelos estadísticos para la fatiga. El desarrollo de la ingeniería de confiabilidad estaba aquí en un camino paralelo con la calidad. El uso moderno de la palabra confiabilidad fue definido por el ejército estadounidense en la década de 1940, caracterizando un producto que operaría cuando se esperaba y durante un período de tiempo específico. 
En la Segunda Guerra Mundial, muchos problemas de confiabilidad se debieron a la falta de confiabilidad inherente de los equipos electrónicos disponibles en ese momento y a problemas de fatiga. En 1945, MA Miner publicó el artículo fundamental titulado "Daño acumulativo en la fatiga" en una revista de ASME. Una aplicación principal de la ingeniería de confiabilidad en el ejército fue el tubo de vacío utilizado en sistemas de radar y otros componentes electrónicos, para los cuales la confiabilidad resultó ser muy problemática y costosa. La IEEE formó la Reliability Society en 1948. En 1950, el Departamento de Defensa de los Estados Unidos formó un grupo llamado "Grupo Asesor sobre la Confiabilidad de Equipos Electrónicos" (Advisory Group on the Reliability of Electronic Equipment, AGREE) para investigar métodos de confiabilidad para equipos militares. Este grupo recomendó tres formas principales de trabajo: 
- Mejorar la confiabilidad de los componentes.
- Establecer requisitos de calidad y confiabilidad para proveedores.
- Recopilar datos de campo y encontrar las causas fundamentales de las fallas.

En la década de 1960, se le dio más énfasis a las pruebas de confiabilidad a nivel de componentes y sistemas. El famoso estándar militar MIL-STD-781 fue creado en ese momento. Alrededor de este período, la RCA también publicó el muy utilizado predecesor del manual militar 217, que se utilizó para predecir las tasas de falla de los componentes electrónicos. El énfasis en la confiabilidad solo de los componentes y la investigación empírica (p. Ej. Mil Std 217) disminuyó lentamente. Se estaban utilizando enfoques más pragmáticos, tal como se utilizan en las industrias de consumo. En la década de 1980, los televisores estaban compuestos cada vez más por semiconductores de estado sólido. Los automóviles aumentaron rápidamente el uso de semiconductores con una variedad de microcomputadoras debajo del capó y en el tablero. Los grandes sistemas de aire acondicionado desarrollaron controladores electrónicos, como los que ya tenían los hornos microondas y una variedad de otros aparatos. Los sistemas de comunicaciones comenzaron a adoptar la electrónica para reemplazar los sistemas de conmutación mecánicos más antiguos. Bellcore emitió la primera metodología de predicción del consumidor para telecomunicaciones y SAE desarrolló un documento similar (SAE870050) para aplicaciones automotrices. La naturaleza de las predicciones evolucionó durante la década, y se hizo evidente que la complejidad de la matriz no era el único factor que determinaba las tasas de falla de los circuitos integrados (CI). Kam Wong publicó un artículo cuestionando la curva de la bañera —véase también el mantenimiento centrado en la confiabilidad . Durante esta década, la tasa de fallas de muchos componentes se redujo en un factor de 10. El software se volvió importante para la confiabilidad de los sistemas. En la década de 1990, el ritmo del desarrollo de los circuitos integrados se estaba acelerando. Era común un uso más amplio de microcomputadoras independientes, y el mercado de las PC ayudó a mantener las densidades de IC siguiendo la ley de Moore y duplicándose cada 18 meses. La ingeniería de confiabilidad ahora estaba cambiando a medida que avanzaba hacia la comprensión de la física del fallo . Las tasas de fallas de los componentes siguieron cayendo, pero los problemas a nivel del sistema se hicieron más prominentes. El pensamiento sistémico se volvió cada vez más importante. Para el software, se desarrolló el modelo CMM (Capability Maturity Model), que dio un enfoque más cualitativo a la confiabilidad. ISO 9000 agregó medidas de confiabilidad como parte de la parte de diseño y desarrollo de la certificación. La expansión de la World-Wide Web creó nuevos desafíos de seguridad y confianza. El antiguo problema de la escasez de información fiable disponible ha sido reemplazado ahora por demasiada información de valor cuestionable. Los problemas de confiabilidad del consumidor ahora podrían discutirse en línea en tiempo real utilizando datos. Las nuevas tecnologías como los sistemas microelectromecánicos (MEMS), el GPS de mano y los dispositivos de mano que combinan teléfonos móviles y computadoras representan desafíos para mantener la confiabilidad. El tiempo de desarrollo del producto siguió acortándose durante esta década y lo que se había hecho en tres años se estaba haciendo en 18 meses. Esto significaba que las herramientas y tareas de confiabilidad tenían que estar más estrechamente vinculadas al proceso de desarrollo en sí. De muchas formas, la fiabilidad se convirtió en parte de la vida diaria y de las expectativas del consumidor.

## Fiabilidad estructural
La fiabilidad estructural es la ciencia de aplicar la teoría de la confiabilidad a las estructuras, que se está volviendo popular en la ingeniería estructural. Muchos códigos modernos de la edificación y de cálculo estructural, parten del hecho de que los materiales tienen cierta variabilidad estadística, además de que las acciones o fuerzas sobre sistemas estructurales sólo son conocidas con cierto grado de precisión, por lo que un diseño seguro, debería partir de valores probabilistas o probables para dichas acciones o fuerzas. En particular el método de los estados límites, es un método de fiabilidad estructural basado en nociones probabilistas y estimaciones de probabilidades de fallo.